# Mammea anastomosans
Mammea anastomosans är en tvåhjärtbladig växtart som först beskrevs av Friedrich Anton Wilhelm Miquel, och fick sitt nu gällande namn av André Joseph Guillaume Henri Kostermans. Mammea anastomosans ingår i släktet Mammea och familjen Calophyllaceae. Inga underarter finns listade i Catalogue of Life.